# Italiaanseweg
De Italiaanseweg is een klinkerweg die loopt van de Fonteinallee bij Kasteel Doorwerth naar de Utrechtseweg nabij Oosterbeek. De weg staat bekend om zijn mooie uitkijkjes over de Veluwezoom en de Betuwe. Mede daardoor is de Italiaanseweg erg populair onder fietsers en wandelaars.

## Geschiedenis
De Italiaanseweg werd in 1848 aangelegd door Jacob Adriaan Prosper, de baron van Brakell tot Wadenoijen. Baron van Brakell had in 1837 Kasteel Doorwerth gekocht, en gedurende 3 jaar uitvoerig verbouwd. De baron ging er zelf wonen en zag het potentieel van de omgeving. De Italiaanseweg zou daar een belangrijke rol in spelen. In 1845 werd de Rhijnspoorweg aangelegd die het toerisme in de regio Veluwezoom bevorderde. Baron van Brakell verkocht het voor de spoorweg benodigde land onder een voorwaarde: Er moest een station in Wolfheze komen zodat mensen eenvoudig Kasteel Doorwerth konden bezoeken. In 1848 werd de Italiaansweg door de baron aangelegd om Kasteel Doorwerth met station Wolfheze te verbinden. De baron zag ook nog andere voordelen van het aanleggen van de Italiaanseweg. De weg zou de bevoorrading van het kasteel vereenvoudigen, en het kasteel verbinden met de Utrechtseweg. De twee haarspeldbochten in het eerste deel van de weg, in combinatie met de klinkers, deden de baron aan Italië denken, waarop de klinkerstraat de naam Italiaanseweg kreeg. Bij de aanleg is er overigens rekening gehouden met de beuken die op de helling stonden; de weg is er langs aangelegd. Sommige beuken op de helling zijn naar schatting 250 jaar oud.
Bij de kruising tussen de Fonteinallee en de Italiaanseweg stond vroeger het Jagershuis. Dat raakte in 1944 als gevolg van de gevechten verwoest. Tijdens de oorlog woonde de Duits-Joodse arts Friedrich Moritz Levisohn in het huis De Eikenhof aan de Italiaanseweg. Hij zat ondergedoken in zijn eigen huis en overleefde de oorlog. Tegen het einde van de jaren vijftig waren er korte tijd plannen voor een kabelbaan tussen Doorwerth en Driel. Bij de tweede haarspeldbocht van de Italiaanseweg had een vijftig meter grote mast moeten komen.

## Huidige situatie
De Italiaanseweg loopt van de Fonteinallee in het zuiden en eindigt bij de Utrechtseweg in de buurt van Oosterbeek. In totaal is de weg drie kilometer lang en bestaat volledig uit klinkers. De Italiaanseweg is opgedeeld uit drie segmenten. Het eerste segment, dat loopt van de Fonteinallee tot de onderbreking bij de Oude Oosterbeekseweg, loopt tegen de stuwwal op. De eerste zevenhonderd meter daarvan met twee haarspeldbochten kent een gemiddeld stijgingspercentage van ongeveer vijf procent. 
Het tweede segment, ongeveer een halve kilometer lang, loopt van de Oude Oosterbeekseweg tot de rotonde waar de Van der Molenallee en Seelbeeckweg en de Kerkweg elkaar ontmoeten. Het tweede segment is het enige deel waar motorvoertuigen zijn toegestaan op de weg. Hier geldt wel eenrichtingsverkeer. Het laatste segment met een lengte van 1.2 kilometer loopt vanaf de rotonde dwars door het bos naar de Utrechtseweg. 
Langs de Italiaanseweg staan enkele woningen, met name langs het tweede segment. Door de combinatie van hoogtemeters en klinkers is de Italiaanseweg vandaag de dag een populaire plek onder wielrenners. De Italiaanseweg wordt elk jaar aangedaan door de Airborne Wandeltocht bij de afstanden 15, 25 en 40 kilometer.